# جعبه پرنده
جعبه پرنده (به انگلیسی: Bird Box) فیلمی دلهره آور و پسارستاخیزی به کارگردانی سوزان بیر و با بازی ساندرا بولاک، تراوانته رودز، جان مالکوویچ، دانیل مک دونالد و رزا سلزار محصول سال ۲۰۱۸ کشور ایالات متحده و برگرفته از رمانی با همین نام اثر جاش مالرمن است.

## داستان
این فیلم داستان آخر زمانی را تعریف می‌کند که موجود یا موجوداتی ماورائی در کرهٔ زمین نفوذ کرده‌اند و هر کس به بیرون از محل زندگی خود نگاه کند بلافاصله شروع به خودکشی می‌کند. در این میان عده‌ای بازمانده برای زنده ماندن تلاش می‌کنند.